# Will of the People
Will of the People é o nono álbum de estúdio da banda inglesa de rock Muse, que foi lançado em 26 de agosto de 2022 pelas gravadoras Warner Records e Helium-3. A própria banda produziu o disco, fazendo deste o primeiro álbum do grupo produzido por eles mesmos desde o The 2nd Law (2012). Seu lançamento foi precedido pelos singles "Won't Stand Down", "Compliance", "Will of The People" e "Kill Or Be Killed".

## Bastidores e gravação
Este álbum foi gravado num estúdio em Londres e Los Angeles e foi produzido pela própria banda. Em um pronunciamento pela Warner Records, foi dito que Will of the People não tinha "apenas um gênero", tendo um toque de "glam rock" e "música industrial". O vocalista e líder da banda, Matt Bellamy, disse que a ideia do disco foi estimulada pelo pedido da Warner por um álbum de grandes êxitos; ao invés disso, Muse decidiu fazer um álbum que combinasse seus sons anteriores, descrevendo-o essencialmente  como "um álbum de grandes sucessos - de novas músicas".

## Tema
O vocalista e guitarrista Matt Bellamy afirmou que Will of the People foi influenciado pela "crescente incerteza e instabilidade no mundo [...] como o império ocidental e o mundo natural, que nos embalaram por tanto tempo, estão genuinamente ameaçados", chamando o álbum de "uma navegação pessoal através desses medos".

## Faixas
Todas as faixas escritas e compostas por Muse. 
| CD             |                                        |         |  |
| N.º            | Título                                 | Duração |  |
| 1.             | "Will of the People"                   | 3:18    |  |
| 2.             | "Compliance"                           | 4:10    |  |
| 3.             | "Liberation"                           | 3:06    |  |
| 4.             | "Won't Stand Down"                     | 3:30    |  |
| 5.             | "Ghosts (How Can I Move On)"           | 3:36    |  |
| 6.             | "You Make Me Feel Like It's Halloween" | 3:00    |  |
| 7.             | "Kill or Be Killed"                    | 5:00    |  |
| 8.             | "Verona"                               | 4:56    |  |
| 9.             | "Euphoria"                             | 3:23    |  |
| 10.            | "We Are Fucking Fucked"                | 3:36    |  |
| Duração total: | Duração total:                         | 37:40   |  |

## Recepção
No site agregador de resenhas Metacritic, Will of the People recebeu uma nota 71 (de 100), baseado em quatorze críticas, indicando uma recepção "geralmente favorável" da crítica.
No Reino Unido, o disco vendeu pelo menos 51 500 unidades na sua primeira semana de lançamento, o que foi o suficiente para torná-lo o sétimo álbum consecutivo do Muse no topo da lista da UK Albums Chart. Nos Estados Unidos, Will of the People vendeu o equivalente a 24 000 cópias, estreando assim na décima-quinta posição na Billboard 200 e em primeiro lugar na  Top Alternative Albums, também da Billboard, e nas paradas Top Rock Albums. Até janeiro de 2023, Will of the People vendeu mais de 300 000 cópias no mundo inteiro.
Foi eleito como o 17º melhor álbum de guitarra de 2022 por leitores da Guitar World.

## Tabelas musicais
| Paradas (2022)                        | Melhor posição |
| ------------------------------------- | -------------- |
| Austrália (ARIA)                      | 1              |
| Alemanha (Offizielle Deutsche Charts) | 2              |
| Bélgica (Ultratop Flandres)           | 2              |
| Bélgica (Ultratop Valônia)            | 1              |
| Escócia (Official Scottish Albums)    | 1              |
| França (SNEP)                         | 1              |
| Irlanda (Official Irish Albums)       | 2              |
| Itália (FIMI)                         | 1              |
| Japão (Oricon)                        | 15             |
| Japão (Oricon Digital Albums)         | 6              |
| Japão (Billboard Japan Hot Albums)    | 13             |
| Lituânia (AGATA)                      | 58             |
| Nova Zelândia (RMNZ)                  | 1              |
| Noruega (VG-lista)                    | 16             |
| Países Baixos (Dutch Charts)          | 2              |
| Suécia (Sverigetopplistan)            | 27             |
| Reino Unido (Official Albums Chart)   | 1              |
| Estados Unidos (Billboard 200)        | 15             |

### Certificações
| País        | Certificador | Certificação |
| ----------- | ------------ | ------------ |
| França      | SNEP         | Platina      |
| Reino Unido | BPI          | Ouro         |

## Pessoal
Pessoal adaptado do encarte do álbum.
| Muse - Matt Bellamy – vocais, guitarras, piano, teclados, produção - Chris Wolstenholme – baixo, produção - Dominic Howard – bateria, percussão, produção Musicistas adicionais - Bing Bellamy – vocais de multidão (faixa 1) - Elle Bellamy – vocais de multidão (faixa 1) - Buster Wolstenholme – vocais de multidão (faixa 1) - Caris Wolstenholme – vocais de multidão (faixa 1) - Ernie Wolstenholme – vocais de multidão (faixa 1) - Indiana Wolstenholme Tolhurst – vocais de multidão (faixa 1) - Tabitha Wolstenholme Tolhrust – vocais de multidão (faixa 1) - Teddi Wolstenhole – vocais de multidão (faixa 1) | Produção - Aleks Von Korff – produção adicional, engenharia, mixagem (faixa 7) - Serban Ghenea – mixagem (faixas 1–2) - Dan Lancaster – mixagem (faixa 4) - Bryce Bordone – mixagem - Chris Gehringer – masterização - Andy Maxwell – assistente de estúdio - Joe Devenney – assistente de estúdio - Tommy Bosustow – assistente de estúdio - Chris Whitemyer – assistente técnico - Paul Warren – assistente técnico - Jesse Lee Stout – diretor criativo - Tiago Marinho – arte da capa - Nick Fancher – fotografia |